# Carduus kirghisicus
Carduus kirghisicus là một loài thực vật có hoa trong họ Cúc. Loài này được Sultanova mô tả khoa học đầu tiên năm 2000.